# Алонсо, Мариано
Мариано Алонсо Алонсо (исп. Mariano Alonso Alonso; род. 11 октября 1899, Мадрид, Испания — 3 июля 1974, там же) — губернатор Испанской Гвинеи в 1942—1944 годах.

## Биография
В 1914 году Алонсо поступил в Толедскую пехотную академию, которую окончил в 1917 году в звании лейтенанта. В ноябре 1920 года он был назначен в местную полицию испанского протектората Марокко, пока в 1924 году не получил звание капитана. В эти годы он выучил арабский язык. Между 1930 и 1934 годами он учился в Escuela de Estado Mayor, а после его окончания был назначен в Инспекцию халифских войск.
Испанский переворот в июле 1936 года застал Алонсо в Тетуане, и оттуда он уехал в Ифни, присоединившись к фракции националистов во время гражданской войны в Испании. В мае 1937 года получил звание командира, а в июле 1937 года — подполковника. Он принимал активное участие в битве при Брунете и в конце Гражданской войны был назначен делегатом по делам коренных народов до января 1942 года, когда он был назначен губернатором Испанской Гвинеи и служил в Санта-Исабель до 1944 года. Получив звание полковника, он был профессор Общевой военной академии и Высшей политехнической школы Эхерсито. В сентябре 1952 года ему было присвоено звание бригадного генерала, а в ноябре 1956 года — генерал-майора. В июле 1958 года он был назначен губернатором Испанской Сахары; он оставил должность в Эль-Аюн в октябре 1961 года, когда его повысили до генерал-лейтенанта и назначили генерал-капитаном Балеарских островов. Он покинул свой пост в январе 1963 года и сменил Мануэля Батуроне Коломбо на посту генерал-капитана V военного округа (Арагон). В октябре 1964 года он сменил Рафаэля Гарсиа Валиньо на посту генерал-капитана I военного округа (Мадрид) и занимал этот пост до увольнения в запас в октябре 1965 года. С тех пор он был советником в Государственном совете Испании, представляя испанскую армию.